# Prieuré Saint-Marcoul de Corbeny
Le prieuré Saint-Marcoul de Corbeny est un ancien prieuré de moines bénédictins situé sur le territoire de la commune de Corbeny, dans le département de l'Aisne, en France. Il fut fondé au début du Xe siècle et supprimé en 1790.

## Historique

### Haut Moyen Âge
Les rois Carolingiens possédait une résidence royale à Corbeny. Pépin le Bref et son fils Charlemagne y séjournèrent.
C'est à Corbeny qu'en 776, après la mort de Carloman, Charlemagne fut reconnu roi par les Francs d'Austrasie.
Charles III le Simple y résida en 900 lors des invasions normandes. Ce dernier accorda asile aux religieux de Nanteuil, près de Coutances en Normandie, qui apportèrent avec eux les reliques de saint Marcoul (ou Marculf). Il leur fit construire un prieuré en ce bourg,,.
Corbeny fut offert en avril 907 à Frédérune lors de son mariage avec Charles III le Simple, et elle le donna à sa mort aux moines du prieuré de Saint-Marcoul de Corbeny qui dépendait de l'abbaye Saint-Remi de Reims.

### Le pèlerinage à saint Marcoul
Dans ce prieuré, reposaient les reliques de saint Marcoul qui donnaient aux rois de France un pouvoir thaumaturge.
Le pouvoir thaumaturgique des rois de France remonterait à Robert II le Pieux, fils d'Hugues Capet, mais c'est son petit-fils Philippe Ier qui, le premier, aurait eu le pouvoir de guérir les écrouelles. Ses successeurs jusqu'à Louis XVI ont disposé de ce pouvoir.
Le prieuré de Corbeny fut dévasté en 1098 par Thomas de Marle, en 1102, les religieux purent réintégrer leur monastère et le prieuré fut restauré. En 1119, le pape Calixte II vint à Corbeny vénérer les reliques de saint Marcoul.

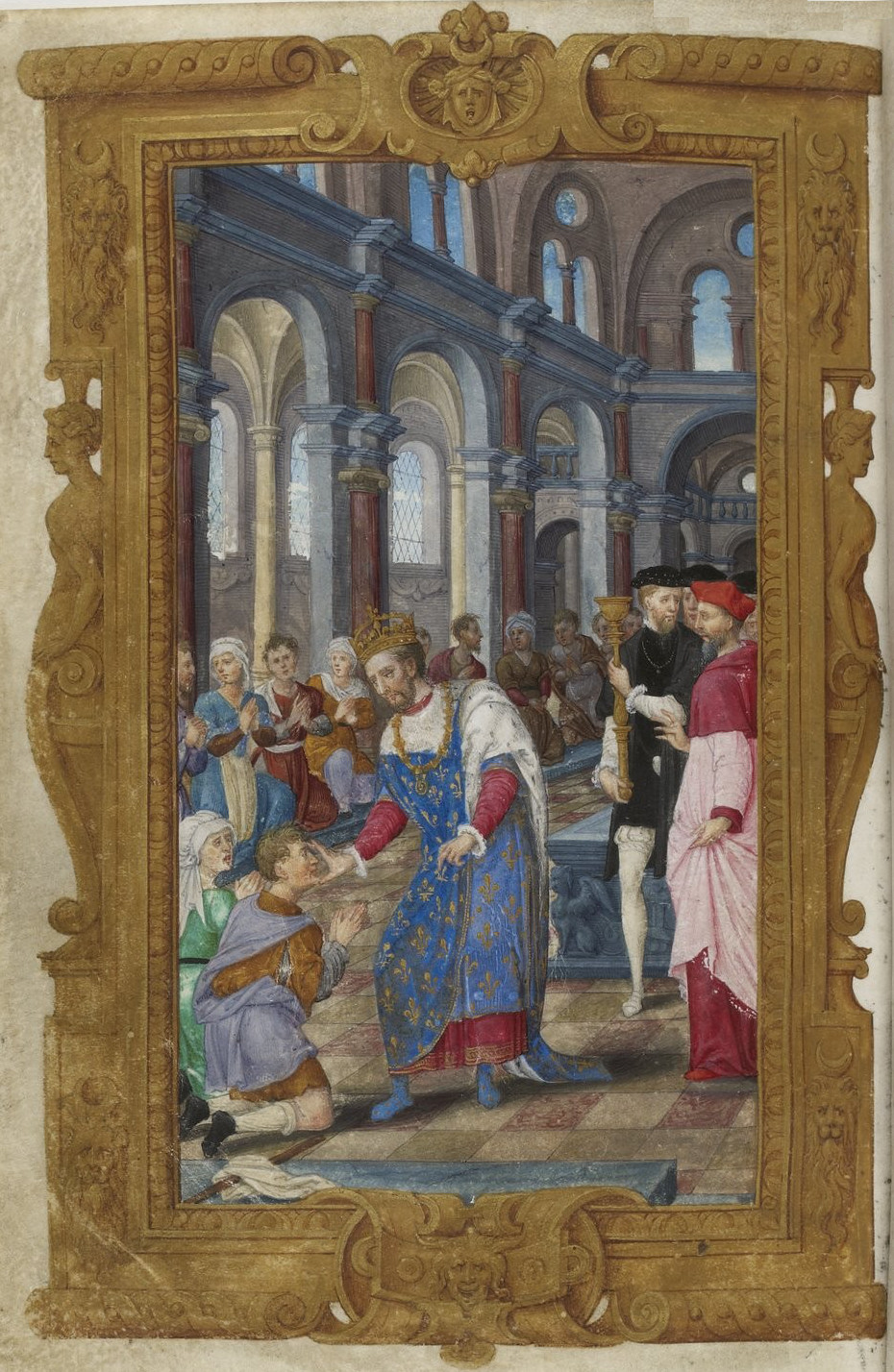
Intérieur du prieuré avec le roi Henri II pratiquant le toucher des écrouelles, Livre d'heures de Henri II, BnF.

En 1229, le roi de France, saint Louis, se rendit en pèlerinage à Corbeny pour se recueillir devant les reliques de saint Marcoul et recevoir les pouvoirs thaumaturges des reliques du saint. Ses successeurs vinrent s'y recueillir au lendemain de leur sacre à Reims, avant de se livrer dans l'église ou dans la cour du palais au « toucher des écrouelles » de malades présentant des scrofules au cou. Après le toucher direct du malade, le roi prononçait, à partir du XVIe siècle, ces paroles : « le roi te touche, Dieu te guérisse ».

### Epoque moderne
À partir de Louis XIV, le roi ne se rendit plus en pèlerinage à Corbeny comme cela se pratiquait depuis Louis X, les reliques de saint Marcoul étaient amenées à la basilique Saint-Remi et le toucher se fit dans le jardin.

### Epoque contemporaine
En 1790, au début de la Révolution française, les abbayes, prieurés et couvents furent fermés et les ordres religieux supprimés. Le prieuré de Corbeny disparut et ses biens furent vendus.
Au cours de la Première Guerre mondiale, les vestiges du prieuré ainsi que tout le village de Corbeny furent totalement détruits. Un oratoire dédié à saint Marcoul a été construit entre les deux guerres, à la sortie du village de Corbeny au débouché du Chemin des Dames. Sur une plaque commémorative, a été gravée cette inscription : « Ici dans le prieuré bénédictin de Corbeny de 899 à 1790, les reliques de saint Marcoult, abbé de Nanteuil, invoqué pour la guérison des écrouelles ont été vénérées par saint Louis et vingt rois de France ses successeurs par le pape Calixte II, saint Bernard de Clairvaux, sainte Jeanne d'Arc et par des multitudes de pèlerins. »